# Казахстан на летних Азиатских играх 2018
Казахстан принимал участие в Летних Азиатских играх 2018 года в Джакарте. Сборную Казахстана представляли 419 спортсменов, в 25 олимпийских видах спорта по 38 спортивным дисциплинам, не участвовали в соревнованиях по тяжёлой атлетике (из-за дисквалификации), бадминтону, бейсболу, бриджу, гонкам на гидроциклах, гонкам на драгонботах, кабадди, конному спорту, настольному теннису, параглайдингу, пенчак-силату, прыжках в воду, роллер-спорту, сепактакрау, сквошу, софтболу, софт-теннису, футболу.

## Медалисты

### Золотые медали
| Медаль | Спортсмен | Вид спорта                  | Дисциплина                                                    |
| ------ | --- | --------------------------- | ------------------------------------------------------------- |
| Золото | Алексей Луценко | Велоспорт                   | Мужчины, групповая гонка по шоссе                             |
| Золото | Алексей Луценко | Велоспорт                   | Мужчины, индивидуальная гонка с раздельным стартом            |
| Золото | Алтай Альтаев Мирас Аубакиров Руслан Ахметов Юлиан Вердеш Павел Липилин Равиль Манафов Евгений Медведев Роман Пилипенко Михаил Рудай Рустам Укуманов Мурат Шакенов Валерий Шлемов Алексей Шмидер тренер Александр Шведов | Водное поло                 | Мужчины                                                       |
| Золото | Даяна Абдирбекова Алина Адильханова Адиля Тлекенова | Гимнастика                  | Женщины, художественная гимнастика, командное первенство      |
| Золото | Алина Адильханова | Гимнастика                  | Женщины, художественная гимнастика, индивидуальное многоборье |
| Золото | Инна Клинова | Гребля на байдарках и каноэ | Женщины, байдарки-одиночки, 200 м                             |
| Золото | Илья Голендов Алексей Дергунов Сергей Токарницкий Евгений Алексеев | Гребля на байдарках и каноэ | Мужчины, байдарки-четвёрки, 500 м                             |
| Золото | Дархан Нортаев | Джиу-джитсу                 | Мужчины, до 62 кг                                             |
| Золото | Руслан Исраилов | Джиу-джитсу                 | Мужчины, до 77 кг                                             |
| Золото | Дидар Хамза | Дзюдо                       | Мужчины, до 81 кг                                             |
| Золото | Гузалия Гафурова | Карате                      | Женщины, кумите, до 68 кг                                     |
| Золото | Ольга Рыпакова | Лёгкая атлетика             | Женщины, тройной прыжок                                       |
| Золото | Баглан Ибрагим | Самбо                       | Мужчины, до 52 кг                                             |
| Золото | Дильдаш Курышбаева | Самбо                       | Женщины, до 68 кг                                             |
| Золото | Дмитрий Алексанин | Фехтование                  | Мужчины, шпага                                                |

### Серебряные медали
| Медаль  | Спортсмен | Вид спорта                  | Дисциплина                               |
| ------- | --- | --------------------------- | ---------------------------------------- |
| Серебро | Асланбек Шымбергенов | Бокс                        | Мужчины, до 69 кг                        |
| Серебро | Абильхан Аманкул | Бокс                        | Мужчины, до 75 кг                        |
| Серебро | Данияр Кайсанов | Борьба                      | Мужчины, вольная борьба, до 74 кг        |
| Серебро | Алмат Кебиспаев | Борьба                      | Мужчины, греко-римская борьба, до 74 кг  |
| Серебро | Нурмахан Тыналиев | Борьба                      | Мужчины, греко-римская борьба, до 130 кг |
| Серебро | Жулдыз Эшимова | Борьба                      | Женщины, вольная борьба, до 53 кг        |
| Серебро | Айжан Акилбаева Ажар Алибаева Анастасия Ерёмина Александра Жаркимбаева Шахзода Мансурова Анастасия Миршина Анастасия Мураталиева Замира Мырзабекова Анна Новикова Сивиля Райтер Дарья Рога Оксана Сайчук Анна Турова тренер Марат Науразбеков | Водное поло                 | Женщины                                  |
| Серебро | Сергей Токарницкий | Гребля на байдарках и каноэ | Мужчины, байдарки-одиночки, 200 м        |
| Серебро | Илья Голендов Андрей Ергучёв | Гребля на байдарках и каноэ | Мужчины, байдарки-двойки, 1000 м         |
| Серебро | Инна Клинова Ирина Подойникова Зоя Ананченко Виктория Копьева | Гребля на байдарках и каноэ | Женщины, байдарки-четвёрки, 500 м        |
| Серебро | Сергей Емельянов Тимофей Емельянов | Гребля на байдарках и каноэ | Мужчины, каноэ-двойки, 1000 м            |
| Серебро | Елдос Жумаканов Жансай Смагулов Дидар Хамза Ислам Бозбаев Санжар Жабборов Ерасыл Кажыбаев Камшат Карасайкызы Севара Нишанбаева Иоланта Бердибекова Зере Бектаскызы Зарина Раифова Гульжан Иссанова                                            | Дзюдо                       | Командное первенство                     |
| Серебро | Дидар Амирали | Карате                      | Мужчины, кумите, до 67 кг                |
| Серебро | Маргарита Мукашева | Лёгкая атлетика             | Женщины, 800 м                           |
| Серебро | Александр Бублик Денис Евсеев | Теннис                      | Мужчины, парный разряд                   |
| Серебро | Аян Бейсенбаев | Триатлон                    | Мужчины                                  |
| Серебро | Жансель Дениз | Тхэквондо                   | Женщины, свыше 67 кг                     |

### Бронзовые медали
| Медаль | Спортсмен | Вид спорта                  | Дисциплина                                        |
| ------ | --- | --------------------------- | ------------------------------------------------- |
| Бронза | Александра Опачанова | Академическая гребля        | Женщины, одиночки                                 |
| Бронза | Саятбек Окасов | Борьба                      | Мужчины, вольная борьба, до 65 кг                 |
| Бронза | Адилет Давлумбаев | Борьба                      | Мужчины, вольная борьба, до 86 кг                 |
| Бронза | Мейрамбек Айнагулов | Борьба                      | Мужчины, греко-римская борьба, до 74 кг           |
| Бронза | Азамат Кустубаев | Борьба                      | Мужчины, греко-римская борьба, до 87 кг           |
| Бронза | Ерулан Искаков | Борьба                      | Мужчины, греко-римская борьба, до 97 кг           |
| Бронза | Эльмира Сыздыкова | Борьба                      | Женщины, вольная борьба, до 76 кг                 |
| Бронза | Кирилл Казанцев | Велоспорт                   | Мужчины, маунтинбайк, кросс-кантри                |
| Бронза | Артём Захаров | Велоспорт                   | Мужчины, трек, индивидуальная гонка преследования |
| Бронза | Артём Захаров | Велоспорт                   | Мужчины, трек, омниум                             |
| Бронза | Пирмаммад Алиев | Гимнастика                  | Мужчины, прыжки на батуте                         |
| Бронза | Александр Куликов | Гребля на байдарках и каноэ | Мужчины, слалом, каноэ-одиночки                   |
| Бронза | Тимур Хайдаров Мерей Медетов | Гребля на байдарках и каноэ | Мужчины, каноэ-двойки, 200 м                      |
| Бронза | Нуржан Сейдуали | Джиу-джитсу                 | Мужчины, до 56 кг                                 |
| Бронза | Нартай Кажеков | Джиу-джитсу                 | Мужчины, до 69 кг                                 |
| Бронза | Ризат Махашев | Джиу-джитсу                 | Мужчины, до 94 кг                                 |
| Бронза | Елдос Жумаканов | Дзюдо                       | Мужчины, до 66 кг                                 |
| Бронза | Галбадрахын Отгонцэцэг | Дзюдо                       | Женщины, до 48 кг                                 |
| Бронза | Гульжан Иссанова | Дзюдо                       | Женщины, свыше 78 кг                              |
| Бронза | Данияр Юлдашев | Карате                      | Мужчины, кумите, свыше 84 кг                      |
| Бронза | Ерсултан Музаппаров | Куреш                       | Мужчины, до 90 кг                                 |
| Бронза | Иван Иванов | Лёгкая атлетика             | Мужчины, толкание ядра                            |
| Бронза | Элина Михина | Лёгкая атлетика             | Женщины, 400 м                                    |
| Бронза | Виктория Зябкина Элина Михина Светлана Голендова Ольга Сафронова Рима Кашафутдинова | Лёгкая атлетика             | Женщины, эстафета 4×100 м                         |
| Бронза | Светлана Голендова Дмитрий Коблов Элина Михина Михаил Литвин | Лёгкая атлетика             | Смешанная эстафета 4×400 м                        |
| Бронза | Надежда Дубовицкая | Лёгкая атлетика             | Женщины, прыжки в высоту                          |
| Бронза | Дмитрий Баландин | Плавание                    | Мужчины, 50 м брассом                             |
| Бронза | Дмитрий Баландин | Плавание                    | Мужчины, 100 м брассом                            |
| Бронза | Адильбек Мусин | Плавание                    | Мужчины, 50 м баттерфляем                         |
| Бронза | Адиль Каскабай Дмитрий Баландин Адильбек Мусин Александр Варакин | Плавание                    | Мужчины, комбинированная эстафета 4×100 м         |
| Бронза | Кундызай Бактыбаева Ева Беккер Светлана Ключникова Балжан Койшыбаева Людмила Коротких Нигора Нурматова Влада Однолеток Карина Проскурина Вероника Степанюга Олеся Теряева Дарья Ткачёва Анна Яковлева тренер Валерий Попов | Регби-7                     | Женщины                                           |
| Бронза | Беймбет Канжанов | Самбо                       | Мужчины, до 52 кг                                 |
| Бронза | Алибек Зекенов | Самбо                       | Мужчины, до 90 кг                                 |
| Бронза | Айжан Жилкибаева | Самбо                       | Женщины, до 48 кг                                 |
| Бронза | Александра Немич Екатерина Немич | Синхронное плавание         | Дуэт                                              |
| Бронза | Мария Дмитриенко | Стрельба                    | Женщины, дубль-трап                               |
| Бронза | Гозаль Айнитдинова Анна Данилина | Теннис                      | Женщины, парный разряд                            |
| Бронза | Анна Данилина Александр Недовесов | Теннис                      | Смешанный парный разряд                           |
| Бронза | Ерасыл Кайырбек | Тхэквондо                   | Мужчины, до 68 кг                                 |
| Бронза | Нурлан Мырзабаев | Тхэквондо                   | Мужчины, до 80 кг                                 |
| Бронза | Руслан Жапаров | Тхэквондо                   | Мужчины, свыше 80 кг                              |
| Бронза | Фариза Алдангорова | Тхэквондо                   | Женщины, до 53 кг                                 |
| Бронза | Дмитрий Алексанин Эльмир Алимжанов Руслан Курбанов Вадим Шарлаимов | Фехтование                  | Мужчины, командная шпага                          |
| Бронза | Айбике Хабибуллина Тамара Почекутова Татьяна Приходько Айгерим Сарыбай | Фехтование                  | Женщины, командная сабля                          |